# Bratina
Bratina is een plaats in de gemeente Pisarovina in de Kroatische provincie Zagreb. De plaats telt 691 inwoners (2001).